# Hăpria, Alba

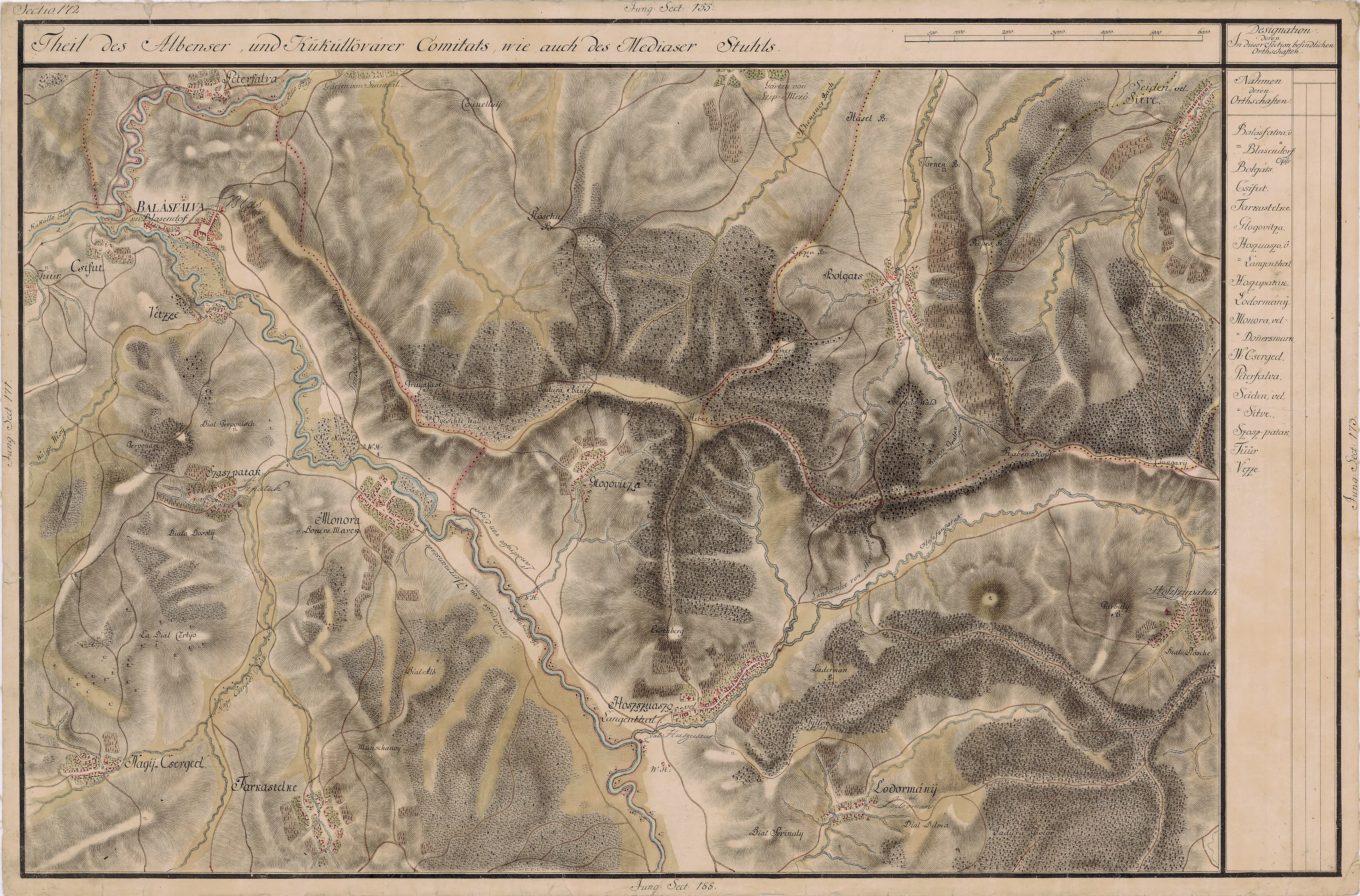
Hăpria pe Harta Iosefină a Transilvaniei, 1769-1773

Hăpria (în maghiară Olahherepe) este un sat în comuna Ciugud din județul Alba, Transilvania, România.

## Demografie
La recensământul din 2002 avea o populație de 486 locuitori.

## Istoric
Necropola tumulară de la Hăpria din punctul “Gruiul Cetății” este înscrisă pe lista monumentelor istorice din județul Alba elaborată de Ministerul Culturii și Patrimoniului Național din România în anul 2010.

## Obiectiv memorial
Monumentul Eroilor Români din Primul Război Mondial. Monumentul este amplasat în centrul localității și a fost ridicat în anul 1936, pentru cinstirea memoriei eroilor români căzuți în Primul Război Mondial. Obeliscul este realizat din pietre de calcar și beton, unite între ei cu bare metalice. Pe placa de marmură, aflată pe latura din față a bazei, se află următorul înscris comemorativ: „1914-1919, RIDICAT ÎN AMINTIREA EROILOR CĂZUȚI PE CÂMPUL DE LUPTĂ DIN COMUNA HĂPRIA“.